# Striateurytoma striatipes
Striateurytoma striatipes är en stekelart som först beskrevs av William Harris Ashmead 1904.  Striateurytoma striatipes ingår i släktet Striateurytoma och familjen kragglanssteklar. Inga underarter finns listade i Catalogue of Life.